# Sangoan
Het Sangoan is een archeologische cultuur van de Middle Stone Age in Centraal- en Oost-Afrika die de erfgenaam lijkt te zijn van de Afrikaanse Acheuléen-tradities. De cultuur loopt enigszins parallel met het Europese Moustérien, maar waar deze gedragen werd door de neanderthalers wordt het Sangoan geassocieerd met de Afrikaanse vroege moderne mens. Veel sites zijn moeilijk te dateren, maar de cultuur bestond mogelijk van 200.000 tot 10.000 BP.
De meest karakteristieke gebruiksvoorwerpen van het Sangoan zijn afslagwerktuigen; de Levalloistechniek was bekend. Er zijn echter ook grote macrolitische gereedschappen, zoals vuistbijlen en verscheidene hakwerktuigen, vaak driehoekig. Aanvankelijk werd deze industrie geïnterpreteerd als een functionele aanpassing aan de omgeving in het laagland met bos en beboste savanne, maar dit idee wordt na de ontdekkingen van overblijfselen van de cultuur in de hooglanden van Kenia beschouwd als een vereenvoudiging. Naast de stenen werktuigen uit het Acheuléen werd er ook gebruik gemaakt van werktuigen van been en gewei. De werktuigset van het Sangoan werd met name gebruikt voor het verzamelen van voedsel.
De Sangoan-industrie was verspreid over een groot gebied van het huidige Botswana tot Ethiopië en Soedan. De typesite van de cultuur is Sango Bay, gelegen aan de westelijke oever van het Victoriameer in Oeganda, waar de lithische industrie van de cultuur voor het eerst werd geïdentificeerd in 1920. In de Kalahariwoestijn zijn veel stenen werktuigen gevonden uit het Sangoan. De cultuur reikte zo ver naar het westen als de beboste streken van het Congobekken. De Kalambo Falls-site in Zambia bevat een reeks Sangoan-lagen daterend van 100.000 tot 80.000 jaar BP, maar de industrie kan meer dan 200.000 jaar oud zijn en de laatste fasen kunnen gelijktijdig zijn met de late Stillbaycultuur van Zuidelijk Afrika tot ongeveer 40.000 jaar geleden.